# Euxoa tessellata
Euxoa tessellata là một loài bướm đêm thuộc họ Noctuidae. It is the most widespread Euxoa-species ở Bắc Mỹ. Nó được tìm thấy ở Newfoundland to Alaska, phía nam ở phía tây đến California, Arizona, New Mexico, phía nam ở phía đông đến Florida. It seems to be absent from Texas và adjacent các bang miền đông.
Sải cánh dài 30–38 mm. Con trưởng thành bay từ tháng 6 đến tháng 9.
Ấu trùng ăn tobacco, various garden crops, cũng như the leaves of cây táo, cherry và pear.